# الکساندر گوده
الکساندر گوده (انگلیسی: Alexander Gode؛ زادهٔ ۳۰ اکتبر ۱۹۰۶ - درگذشتهٔ ۱۰ اوت ۱۹۷۰) مترجم و زبان‌شناس اهل آلمان بود.